# Польская социалистическая партия

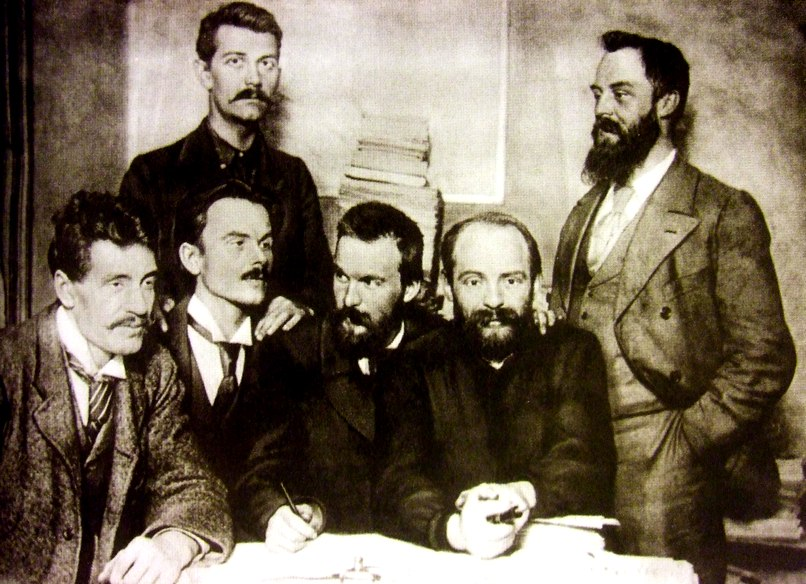
Члены Польской социалистической партии в Лондоне в 1896 году; слева направо сидят: И. Мосьцицкий, Б. А. Енджеевский, Ю. Пилсудский (в центре), А. Дембский; стоят: Б. Миклашевский, В. Йодко-Наркевич

По́льская социалисти́ческая па́ртия (По́льская па́ртия социалистов, ППС, пол. Polska Partia Socjalistyczna, PPS) — левая польская политическая партия, существовавшая в 1892—1948 и вновь с 1990 года.

## История
В 1892 году в Париже состоялся съезд четырёх польских социалистических групп (II Пролетариат, Союз польских рабочих, Zjednoczenie Robotnicze и Gmina Narodowo-Socjalistyczna) на котором был образован Заграничный союз польских социалистов.
В 1893 году на конспиративном съезде в Польше была образована Польская социалистическая партия. Центральным пунктом программы ППС было создание независимой польской республики. В том же году в Берлине польскими эмигрантами была оформлена ППС в Пруссии. Из ППС почти сразу после создания выделилось интернационалистское крыло — Социал-демократия королевства Польши и Литвы, которое считало более важной целью социальную революцию, а не независимость Польши.
В 1900 году от ППС откололась группа Л. Кульчицкого, действовавшая под названием ППС—Пролетариат. На 9-м съезде ППС (ноябрь 1906 года, Вена) партия раскололась на две фракции: ППС—левица приняла интернационалистическую платформу, ППС—революционная фракция во главе с Юзефом Пилсудским стала придерживаться националистических идей.
Первоначально партия не признавала террора, но в 1904 года она впервые применила террористические акты в Варшаве против российской администрации, войск и полиции. Через несколько месяцев на VII съезде партии террор был признан официальной тактикой борьбы с врагами польского народа и включен в Программу партии. Была создана Боевая организация ППС. Боевики организации совершали экспроприации, убийства полицейских и чиновников, террористические акты. Известными активистами Боевой организации были, в частности, Валерий Славек, Казимеж Пужак, Раймунд Яворовский, Юзеф Локетек, Юзеф Квятек, Болеслав Бергер.
13 ноября 1904 года на Гржибовской площади Варшавы произошли ожесточённые столкновения между полицией и боевой группой ППС во главе с Болеславом Бергером — первая вооружённая акция в Царстве Польском после восстания 1863 года.
19 апреля и 8 мая 1906 ППС осуществила покушения на пользовавшегося всеобщей ненавистью и. о. генерал-губернатора Калиша полковника Ф. А. Келлера — первое покушение не удалось (Келлер поймал бомбу на лету, и она не взорвалась), в результате второго Келлер был тяжело ранен.
2 (15) августа 1906 года террористы ППС совершили нападения на полицейские, военные патрули, жандармов и агентов Охранки одновременно в разных частях Варшавы, убив 50 солдат и полицейских и ранив вдвое больше. Этот день получил название «Кровавая среда».
В Галиции была учреждена школа для боевиков, в которой члены ППС готовились к исполнению террористических актов. С 1909 года ППС—революционная фракция приняла старое название ППС. Во время первой мировой войны некоторые члены ППС (революционная фракция) участвовали в создании польских легионов, воевавших на стороне Австро-Венгрии против России.
ППС—левица во время Первой мировой войны провозглашала пацифизм, затем в декабре 1918 года она соединилась с СДКПиЛ, создав тем самым Коммунистическую рабочую партию Польши.
В апреле 1919 года на XVI (объединительном) съезде ППС в Кракове в Польскую социалистическую партию вошли другие течения польской социал-демократии: Польская социалистическая партия (революционная фракция), Польская социалистическая партия в Пруссии и Польская социал-демократическая партия Галиции и Силезии-Цешина.
Как указывал академик Илья Трайнин, «под влиянием ППС (польской социалистической партии) значительная часть пролетариата сбивалась на националистические позиции… Господствующим классам Польши удалось обмануть народные массы при помощи националистической партии ППС. Она была главным проводником буржуазного национализма среди польских рабочих и крестьян. ППС в период революционного подъёма 1917—1919 гг. сознательно подрывала начавшиеся организовываться в Польше Советы рабочих депутатов (в Домбровском, Люблинском и др. районах). Тем самым она обеспечила гегемонию буржуазно-помещичьих кругов…».
В 1918 году ППС участвовала в создании независимого Польского государства. ППС не выступила против войны Польши с Советской Россией. В июле 1920 года во время советского контрнаступления вошла в состав коалиционного правительства Винценты Витоса. В мае 1926 года поддержала государственный переворот Пилсудского. Возражая против этого, левая фракция вновь отделилась, возродив Левую фракцию ППС (существовала с 1926 по 1931 год).
В ноябре 1926 года ППС отказалась от сотрудничества с «санационным» режимом и перешла в оппозицию. Небольшая группа партийных деятелей с правосоциалистическими взглядами во главе с Раймундом Яворовским, поддерживавшие Пилсудского, вышла из ППС и создала отдельную партию под названием ППС-Прежняя революционная фракция, существовавшую вплоть до начала Второй мировой войны.
Во время Второй мировой войны и немецкой оккупации ППС работала в подполье как Польская социалистическая партия — Свобода, Равенство, Независимость (лидеры — Казимеж Пужак, Зигмунт Заремба, Тадеуш Штурм де Штрем, Болеслав Дратва, Томаш Арцишевский). 
11 сентября 1944 года ППС была восстановлена во время XXV съезда в Люблине. Партия, возглавляемая просоветски настроенным Эдвардом Осубкой-Моравский, вошла в коалиционное правительство, управляемое коммунистами, в котором премьер-министрами были деятели ППС: председатель Эдвард Осубка-Моравский (1944—1947) и его соратник Юзеф Циранкевич (1947—1948). На выборах в Законодательный сейм в январе 1947 года ППС в рамках «Демократического блока» получила 116 мест, став крупнейшей партией в парламенте. 15—20 декабря 1948 года ППС прекратила свое существование, де-факто объединившись с коммунистической Польской рабочей партией в ПОРП.
Параллельно ППС продолжала существовать в эмиграции (продолжение Заграничного комитета ППС), которая действовала в Западной Европе до 1990 года. Представители этой партии входили в правительство Польши в изгнании, премьер-министрами которого в разное время были члены ППС Томаш Арцишевский (1944—1947), Тадеуш Томашевский (1949—1950), Альфред Урбанский (1972—1976).
В Польше ППС вновь возродилась в ноябре 1987 года как Польская социалистическая партия — Демократическая революция под руководством левого диссидента Яна Юзефа Липского. 
В 1990 году произошло соединение с эмиграционной ППС. Партия была в коалиции с СДЛС с 1992—1999 гг.
Глава партии Пётр Иконович принял участие в президентских выборах 2000 года, получив 0,22% голосов.
В ранних 2000-х годах Польская социалистическая партия не вела активной политической деятельности.
На парламентских выборах 2015 года кандидаты от Польской социалистической партии баллотировались в рамках коалиции Объединённые левые, в которую кроме ППС входили Союз демократических левых сил, Твоё движение, Уния труда и Партия зелёных. В конечном итоге ни один из кандидатов не был избран.
На парламентских выборах 2019 года лидер партии Войцех Конечный был избран в Сенат Польши по партийному списку коалиции «Левых». В настоящее время ППС имеет двоих представителей в Сенате и троих в Сейме.
Во время первого тура президентских выборов 2020 года ППС поддержала кандидата от партии Wiosna Роберта Бедроня.

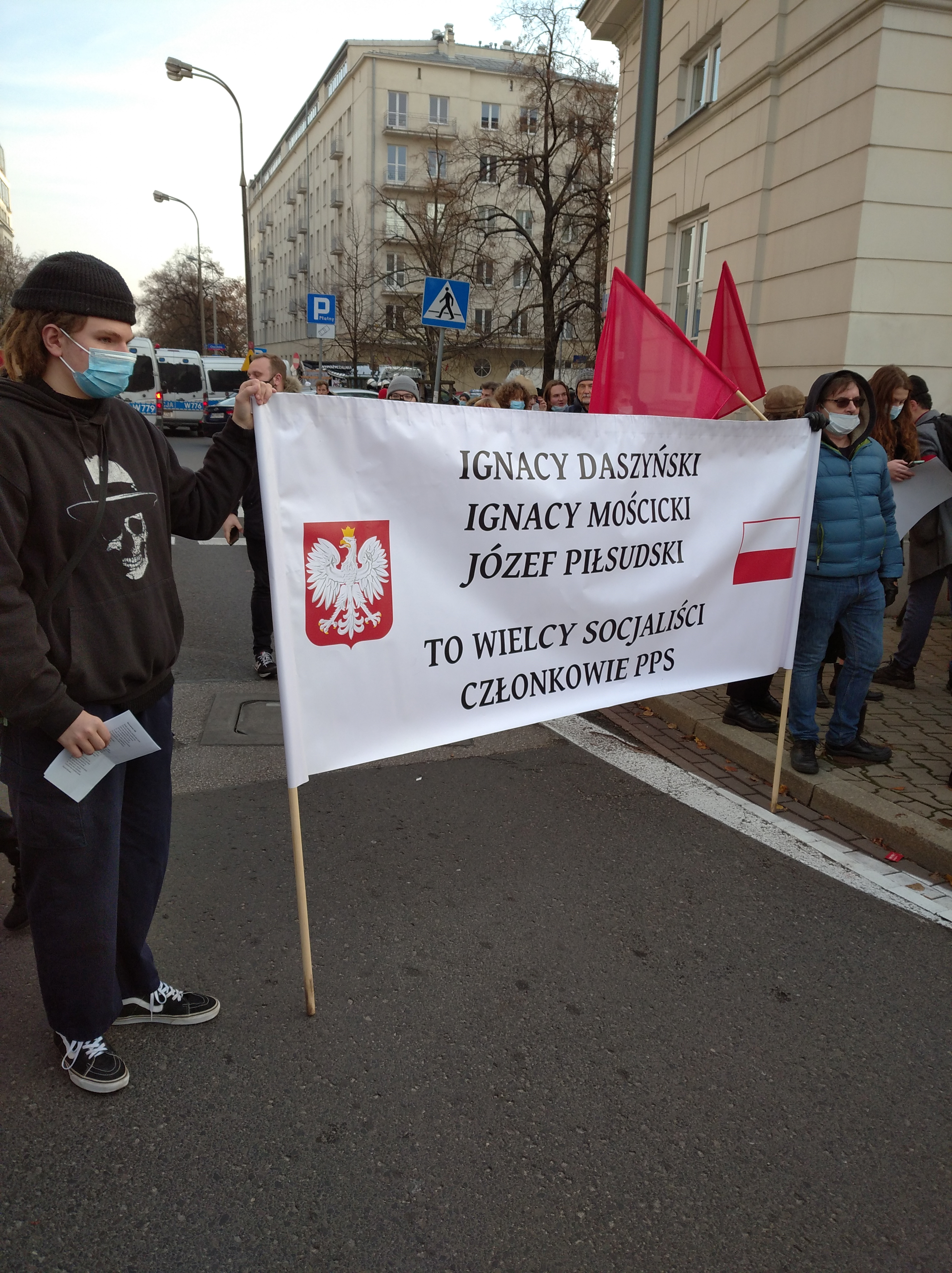
Пикет членов ППС на Марше независимости 11 ноября 2021 года

В феврале 2023 года парламентская группа ППС была переименована в Группу демократических левых. В том же месяце партия заключила соглашение с «Новыми левыми», «Левыми вместе» и Унией труда для участия в парламентских выборах в октябре 2023 года. На выборах ППС не получила мест в Сейме, но обрела представителя в Сенате (им стал лидер партии Мацей Конечный) в рамках Сенатского пакта 2023.